# تری‌فلورید کلر
کلرین تری فلورید (به انگلیسی: Chlorine trifluoride) یک ترکیب شیمیایی با شناسه پاب‌کم ۲۴۶۳۷ است. شکل ظاهری این ترکیب، گاز بی‌رنگ است.